# Taraneh Alidoosti
Taraneh Alidoosti  (aussi appelée Taraneh Alidousti, en persan : ترانه على‌دوستى) est une actrice iranienne, née le 12 janvier 1984 à Téhéran.
Elle est notamment connue pour ses multiples collaborations avec le cinéaste Asghar Farhadi. Elle est l'une des actrices les plus acclamées en Iran, où elle a remporté de nombreux prix et distinctions, tout en étant controversée pour ses prises de position.

## Carrière
Son interprétation dans Man, Taraneh, panzdah sal daram lui vaut le Léopard de la meilleure interprétation féminine au Festival de Locarno, le film étant par ailleurs récompensé du prix spécial du jury. Son jeune frère meurt pendant le tournage de La Fête du feu  (Chaharshanbe suri), sorti en 2006.
En novembre 2018 elle fait partie du jury du 31e Festival de Tokyo, présidé par Brillante Mendoza.
Elle a aussi une activité de traductrice d'œuvres anglaises en persan.

## Prises de position et condamnation

### Tatouage féministe
En 2016, elle se retrouve au centre d'une controverse sur les réseaux sociaux, après que des caméras ont montré lors du festival de Cannes son bras arborant un tatouage féministe. Face aux diverses interventions, elle confirme sur Twitter « Keep calm and YES I'm a feminist » (« Restez calmes, et OUI, je suis féministe »), ce qui lui vaut des menaces d'emprisonnement de la part d'un utilisateur si elle persiste. Elle avait affiché ses positions quelque temps auparavant en critiquant une campagne de spam décrétant que les aspirateurs étaient réservés aux femmes ; elle avait déclaré : 

« Ceux qui pensent qu'un aspirateur est conçu uniquement pour les femmes… insultent non seulement les femmes mais tous les hommes… qui ne les considèrent pas comme leurs servantes. »

### Opposition au régime islamiste en Iran
En janvier 2020, elle est convoquée par le bureau du procureur du ministère de la Culture et des Médias pour avoir diffusé une vidéo montrant la police des mœurs qui s'en prenait à une femme ne portant pas le hijab. Elle est inculpée « d'activités de propagande contre l'État », et relâchée sous caution. En juin, elle est condamnée à cinq mois de prison pour ces faits, avec un sursis à exécution de deux ans. Elle analyse cette condamnation comme un acte d'intimidation de la part du régime iranien, qu'elle avait critiqué plus tôt dans l'année dans un post sur Instagram, affirmant à ses presque six millions d'abonnés : « Nous ne sommes pas des "citoyens" mais des "captifs". »
Le 9 novembre 2022, dans le cadre des manifestations en Iran à la suite de la mort de Mahsa Amini, elle poste sur les réseaux sociaux une photo où elle apparaît sans voile et tenant une pancarte sur laquelle est écrit en kurde « Femme, Vie, Liberté », en soutien aux manifestations. Elle promet de rester dans son pays malgré le risque de « payer le prix » pour défendre ses droits. Elle annonce son intention d'arrêter de travailler pour soutenir les familles des personnes tuées ou arrêtées lors de la répression,,. Elle est arrêtée le 17 décembre 2022 et détenue à la prison d'Evin. Puis libérée sous caution après trois semaines d'emprisonnement.
En octobre 2023, les autorités iraniennes annoncent que les actrices qui ne respectent pas la loi sur le port du voile obligatoire ne pourront plus tourner dans de nouveaux films. Taraneh Alidoosti et une dizaine d’actrices se retrouvent interdites de travail pour non-port du voile.

## Filmographie

### Cinéma
- 2002 : Man, Taraneh, panzdah sal daram (من، ترانه ۱۵ سال دارم) de Rasoul Sadrameli
- 2004 : Les Enfants de Belle Ville (Shahr-e Zibā)  d'Asghar Farhadi
- 2006 : La Fête du feu  (Chaharshanbe Suri)  d'Asghar Farhadi : Rouhi
- 2008 : Canaan de Mani Haghighi
- 2009 : Tardid de Varuzh Karim-Masihi
- 2009 : À propos d'Elly (Darbare-ye Elly) d'Asghar Farhadi : Elly
- 2010 : Zandegi ba Cheshmane Baste de Rasoul Sadr Ameli
- 2010 : Whatever God Wants de Navid Mihandoust
- 2012 : Modest Reception (Paziraie Sadeh) de Mani Haghighi
- 2012 : At the End of 8th Street d'Ali Reza Amini
- 2013 : Shallow Yellow Sky (آسمان زرد کم عمق) de Bahram Tavakoli
- 2014 : Madar-e ghalb atomi (مادر قلب اتمی, [Mère Cœur d'atome]) d'Ali Ahmadzade
- 2014 : The Wedlock (زندگی مشترک آقای محمودی و بانو) de Rouhollah Hejazi
- 2015 : Absolute Rest (استراحت مطلق) d'Abdolreza Kahani
- 2016 : Le Client d'Asghar Farhadi : Rana
- 2022 : Leila et ses frères de Saaed Roustaee : Leila
- 2022 : Les Ombres persanes de Mani Haghighi

### Télévision
- 2015 : Shahrzad (série télévisée) de Hassan Fathi : Shahrzad

## Distinctions
- 2002 : Léopard de la meilleure interprétation féminine au Festival de Locarno pour Moi, Taraneh, 15 ans.
- 2012 : Crystal Simorgh de la meilleure actrice au 20e Festival du film de Fajr[1].
- 2017 : nommée l'une des 10 meilleures actrices au Festival du film de Tribeca pour sa performance dans Le Client[1].